# Tucle
(Tucidide, Guerra del Peloponneso VI, 3)
Tucle o Teocle (in greco antico: Θουκλῆς?, Tuklès, o Θεοκλῆς Teoklès; Calcide, ... – Catania, ...; fl. VIII secolo a.C.) è stato un militare siceliota, probabilmente il fondatore di Catania.
Secondo il racconto di Tucidide, era un greco calcidese che partì con una nave verso la Sicilia. Nel 735 a.C. fondò Naxos e da lì partì nel 729 a.C. per sbarcare nella piana di Catania; lì combatté contro i Siculi, fondando poi Leontini e infine Katane.